# William Hennessy (zapaśnik)
William Joseph Hennessy (ur. 25 września 1872 w Fitchburgu, zm. ?) – amerykański zapaśnik walczący w stylu wolnym.
Wystąpił w trzech kategoriach wagowych na igrzyskach olimpijskich w 1904 w Saint Louis, za każdym razem odpadając w półfinale.

## Letnie Igrzyska Olimpijskie 1904
| Konkurencja          | Rundy eliminacyjne        | Rundy eliminacyjne       | Klas. końcowa |
| -------------------- | ------------------------- | ------------------------ | ------------- |
| Konkurencja          | Ćwierćfinał               | Półfinał                 | Miejsce       |
| 65,27 kg styl wolny  | Charles Eng (USA) Z       | Rudolph Tesiny (USA) P   | 4.            |
| 71,67 kg styl wolny  | Abraham Mellinger (USA) Z | Charles Ericksen (NOR) P | 4.–5.         |
| +71,67 kg styl wolny |                           | Bernhoff Hansen (NOR) P  | 4.            |